# Uncinia macrolepis
Uncinia macrolepis är en halvgräsart som beskrevs av Joseph Decaisne. Uncinia macrolepis ingår i släktet Uncinia och familjen halvgräs. Inga underarter finns listade i Catalogue of Life.